# Wyżnia Jarząbcza Polana
Wyżnia Jarząbcza Polana – polana reglowa znajdująca się w Dolinie Jarząbczej (górne odgałęzienie Doliny Chochołowskiej) w Tatrach Zachodnich. Znajduje się na płaskim, lekko tylko wznoszącym się terenie, na wysokości 1130–1160 m n.p.m. i z wszystkich stron otoczona jest lasem. Po zachodniej stronie polany, za niewielkim skrawkiem lasu płynie Wyżni Chochołowski Potok.
Z polany widoki w południowym kierunku na szczyty Tatr Zachodnich: Jarząbczy Wierch, Łopatę (zbocze północne porośnięte lasem zwanym Hotarzem) i Wołowiec. Szczyty te tworzą panoramę zamykającą horyzont od południowej strony. Panorama ta przypomina nieco widok z dolnej części Dolinę Małej Łąki. Od strony zachodniej widoki przesłaniają zbocza Rakonia i Długiego Upłazu, od wschodu Trzydniowiańskiego Wierchu. Było to jedno z ulubionych miejsc Karola Wojtyły w Tatrach. Bywał tutaj wielokrotnie. W czerwcu 1983 roku już jako papież Jan Paweł II odbył tędy wycieczkę, po której spotkał się z Lechem Wałęsą.
Polana będąca własnością Wspólnoty Leśnej Uprawnionych Ośmiu Wsi dawniej była wypasana i wchodziła w skład Hali Jarząbczej. Nazwa polany pochodzi od nazwiska dawnych właścicieli Jarząbków z Bańskiej. Istniejący na skraju polany krzyż ufundował ks. Wojciech Roszek z Poronina. Na polanie w 1897 r. austriacki żandarm zastrzelił Józka Stękałę-Pytlowca, który jako dezerter ukrywał się w Tatrach przez 3 lata. Uważany był on za ostatniego zbójnika.
Wyżnia Polana Jarząbcza znajduje się w odległości ok. 20 min od Polany Chochołowskiej.

## Szlaki turystyczne
przez Wyżnią Polanę Jarząbczą i Jarząbcze Szałasiska na Trzydniowiański Wierch. Czas przejścia: 2:25 h, ↓ 1:55 h
 szlak papieski (znakowany inaczej niż szlaki turystyczne) do Doliny Jarząbczej, biegnący razem ze szlakiem czerwonym przez Wyżnią Jarząbczą Polanę. Czas przejścia: 55 min, ↓ 45 min<refr name=polk/>.

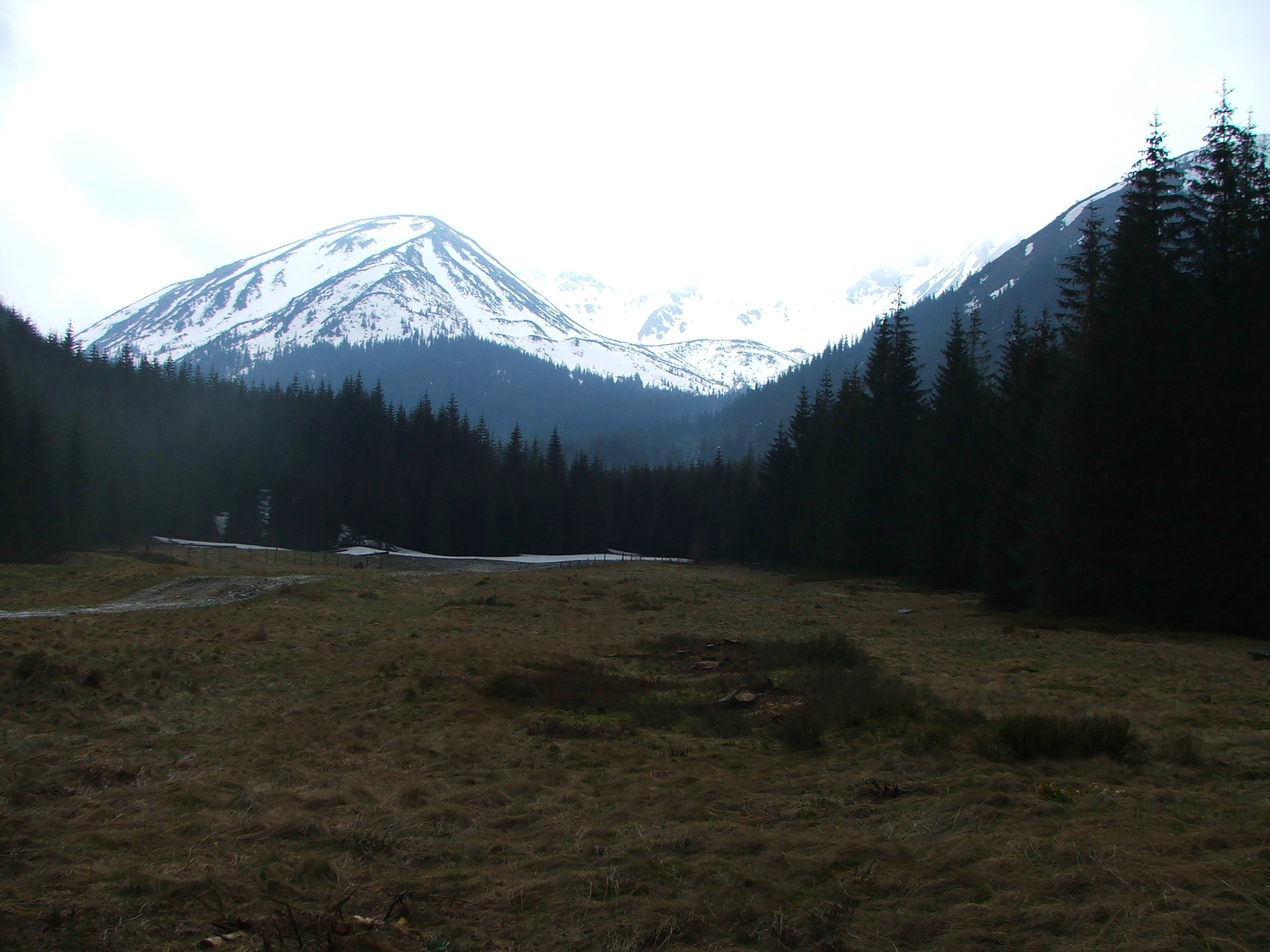
Te same szczyty w śniegu